# Faith + Hope + Love
Faith + Hope + Love es el décimo octavo álbum en vivo del grupo de música cristiana, Hillsong Church. Fue grabado en vivo en el Sydney Entertainment Centre el 29 de marzo de 2009 por el equipo de adoración de Hillsong liderados por Reuben Morgan. El álbum fue lanzado el 4 de agosto de 2009 en los Estados Unidos.

## Trasfondo
Los temas «No Reason to Hide» y «You Hold Me Now» son originarios del álbum Across the Earth: Tear Down the Walls de Hillsong United, lanzado en mayo de 2009. El álbum también cuenta con un DVD en vivo del mismo disco. 
Este es el primer álbum de Hillsong en el cual no aparece Marty Sampson como vocalista , desde Touching Heaven Changing Earth de 1998. Además fue el primer álbum del grupo sin tener una canción con el nombre del disco.
La mayoría de las canciones fueron compuestas por Reuben Morgan, Joel Houston, Matt Crocker y Marty Sampson. Sin embargo, colaboraron Brooke Fraser, Jad Gillies, Mia Fieldes, Jonathon Douglass, Jill McCloghry, Sam Knock, Robert Fergusson, Darlene Zschech y Leeland y Jack Mooring de la banda Leeland.

## Lista de canciones (CD)
| CD    |                           |                                                          |                   |          |  |
| N.º   | Título                    | Escritor(es)                                             | Líder de alabanza | Duración |  |
| 1.    | «The First and the Last»  | Joel Houston y Reuben Morgan y Kevin Curiel, Gad Gillies | Joel Houston      | 5:00     |  |
| 2.    | «For Your Name»           | Jad Gillies, Houston y Morgan                            | Jad Gillies       | 3:55     |  |
| 3.    | «Glow»                    | Houston y Matt Crocker                                   | David Ware        | 4:56     |  |
| 4.    | «It's Your Love»          | Mia Fieldes                                              | Darlene Zschech   | 8:31     |  |
| 5.    | «I Will Exalt You»        | Brooke Ligertwood                                        | Brooke Ligertwood | 7:40     |  |
| 6.    | «Yahweh»                  | Morgan                                                   | Ware              | 7:16     |  |
| 7.    | «No Reason To Hide»       | Crocker y Houston                                        | Houston           | 3:42     |  |
| 8.    | «God One And Only»        | Jonathon Douglass y Sam Knock                            | Jonathon Douglass | 3:29     |  |
| 9.    | «The Wonder Of Your Love» | Jack Mooring, Leeland Mooring y Marty Sampson            | Zschech           | 4:57     |  |
| 10.   | «His Glory Appears»       | Darlene Zschech y Sampson                                | Ligertwood        | 3:19     |  |
| 11.   | «We The Redeemed»         | Jill McCloghry                                           | Jill McCloghry    | 7:30     |  |
| 12.   | «We Will See Him»         | Robert Fergusson y Morgan                                | Morgan            | 6:40     |  |
| 13.   | «You Hold Me Now»         | Crocker y Morgan                                         | Gillies y Houston | 8:15     |  |
| 72:30 |                           |                                                          |                   |          |  |

## Lista de canciones (DVD)
1. No Reason To Hide (Joel Houston)
2. God One and Only (Jonathon Douglass)
3. It's Your Love (Darlene Zschech)
4. I Will Exalt You (Brooke Fraser)
5. Yahweh (Dave Ware & (Darlene Zschech)
6. The First and The Last (Joel Houston)
7. For Your Name (Jad Gilles)
8. Glow (Dave Ware)
9. The Wonder of Your Love (Darlene Zschech)
10. His Glory Appears (Brooke Fraser)
11. We The Redeemed (Jill McCloghry)
12. We Will See Him (Reuben Morgan)
13. You Hold Me Now (Jad Gillies)

## Posición en listas
| Lista (2009)               | Máxima posición |
| -------------------------- | --------------- |
| ARIA Top 50 Albums Chart   | 12              |
| New Zealand Albums Chart   | 18              |
| Billboard 200              | 47              |
| Billboard Christian Albums | 1               |
| Billboard Digital Albums   | 7               |

## Premios y nominaciones
GMA Dove Awards
- 2010: El álbum fue nominado en la categoría "video musical versión larga del año".[6]